# Турня (річка)
Турня (словац. Turňa) — річка в Словаччині, права притока Бодви, протікає в округах Рожнява і Кошиці-околиця.
Довжина — 26 км; площа водозбору 188.8 км².
Бере початок в масиві Словацький Карст — на висоті 350 метрів. Впадають Болотяний потік і Гайський потік.
Впадає у Бодву біля села Гостьовце на висоті 169.7 метра.